# Popular Theatre Troupe
La Popular Theatre Troupe, también conocida como Fringe Theatre Group, fue una compañía de agitprop australiana formada en Brisbane, Queensland en 1974 cuyos espectáculos se basaron en la sátira y el contenido político radical, como parte de un movimiento contra el gobierno conservador, antisocialista y cristiano de Joh Bjelke-Petersen. La compañía dejó de funcionar en 1983 y durante su periodo de actividad realizó 25 espectáculos originales y varias giras por Australia. Los miembros clave de la Popular Theatre Troupe organizaron 10 grandes eventos comunitarios e impulsaron muchos proyectos de arte comunitario en el país, como Street Arts.

## Trayectoria

### Inicios
Popular Theatre Troupe tuvo su origen en las reuniones que el profesor de la Escuela de Comunicación y Arte de la Universidad de Queensland Richard Fotheringham, convocó en 1973 para discutir sobre las opciones de participación del teatro alternativo en la primera edición del Queensland Festival of the Arts. En sus orígenes tuvieron como mentor y cofundador de la compañía al director de teatro alternativo británico Albert Hunt, contratado por la Universidad de Queensland. La inspiración de la compañía proviene de la influencia de los espectáculos de comedia y sátira, Oh! What a Lovely War y The Legend of King O'Malley. Los precursores del tipo de teatro político de la Popular Theatre Troupe, incluyeron a Peter Oysten, fundador de la escuela de teatro del Victoria College of the Arts en Australia, a la San Francisco Mime Troupe de los Estados Unidos y a los Run-of-the-mill Communist Theatre presentados en clubes de trabajadores.
La primera producción de la Popular Theatre Troupe fue el musical Startrick: A Political Documentary, una sátira de la serie de televisión Star Trek que mostraba lo absurdo de la política local de Queensland intercalada con viejas canciones populares cantadas irónicamente. Esta obra se presentó en la primera edición del Queensland Festival of the Arts de 1974.
La obra de 1975 The White Man's Mission, escrita por Fotheringham y Hunt destaca como uno de los guiones más fuertes de la compañía y fue uno de los espectáculos invitados al Adelaide Festival en 1976. El texto se reproduce íntegramente en uno de los pocos libros publicados sobre el teatro político de Brisbane, Challenging the Centre (1995) de Steve Capelin, consta de 36 páginas hablando sobre el racismo, la esclavitud y la explotación social en Australia.
Aunque la compañía recibió financiación de la Community Arts y los Theatre Boards de la Australia Council for the Arts, no recibió ayuda financiera del gobierno de Queensland. Por el contrario, por ser parte de la oposición radical al gobierno, las actividades de la Popular Theatre Troupe fueron vigiladas de cerca por una sección especial de la policía de Queensland y dos de sus espectáculos fueron prohibidos.

### Gira por Inglaterra
En 1977, los miembros de la compañía Duncan Campbell, Nick Hughes, Kath Porrill, Janet Mahoney y Micko O'Byrne, realizaron una gira de tres semanas por Londres y luego por toda Inglaterra, con la obra The White Man's Mission. Para este proyecto, la Popular Theatre Troupe contó con la ayuda de una subvención del Arts Council of Great Britain, un minibús otorgado por la Fundación Calouste Gulbenkian y recursos en especie ofrecidos por la universidad británica Bradford College.

### Últimos años
La financiación de la Australia Council les fue retirada en 1982 y aunque algunos miembros de la compañía siguieron luchando, finalmente la Popular Theatre Troupe dejó de funcionar en 1983.

## Legado cultural
A la Popular Theatre Troupe le siguió la compañía Order By Numbers, que de alguna manera fue una réplica sin financiación de la Popular Theatre Troupe en 1985 y 1986, formada por Hugh Watson, Dee Martin, Penny Glass, Kery O'Rourke, Nat Trimarchi y Gavan Fenelon. El material para las sátiras representadas fueron los acontecimientos culturales y políticos de Brisbane, como la huelga del SEQEB de 1985. Con la obra A Few Short Wicks in Paradise, escrita por Watson, la compañía se posicionó a favor de los trabajadores en huelga oponiéndose a las leyes antisindicales del gobierno de Bjelke-Petersen. La Popular Theatre Troupe también dio origen a la compañía bilingüe (español-inglés), Teatro Unidad y Liberación. Tanto Order By Numbers como Teatro Unidad y Liberación, tenían intenciones políticas y aunque la mayoría de las personas involucradas eran exmiembros de la Popular Theatre Troupe, los nuevos proyectos eran radicalmente diferentes en contenido y estilo.
Este período dio paso a los inicios de la Street Arts, una compañía de teatro impulsada por el arte comunitario que, continuó con la tradición de la sátira y el contenido político radical, pero con un nuevo enfoque que consistió en crear teatro y circo dando cabida a las comunidades desfavorecidas, a diferencia de la Popular Theatre Troupe que era más clásicamente agitprop. Muchos de los miembros, pensadores, escritores y artistas involucrados en la Popular Theatre Troupe encontraron su espacio en la Street Arts.

## Miembros clave
Los miembros clave de la compañía incluyeron a los escritores y directores: Errol O'Neill, John Watson, Fiona Winning, Alexandra Black, Kerry O'Rourke, Dee Martin, Bernie Lewis, Hugh Watson, Stephen Stockwell, Richard Fotheringham, Robert Perrier, Doug Anderson y Albert Hunt; así como a los artistas de teatro: Kathryn Porrill, Therese Collie, Ken MacLeod, Julie Hickson, Michael Cummings, Lynne Samson, Teresa Wilkinson, John Lane, Duncan Campbell, Lindy Morrison, Errol O'Neill, Leah Cotterell, Katrina Deverey, Natarchi, Gavin Fenelon y Penny Glass.